# バスティーア・モンドヴィ
バスティーア・モンドヴィ（伊: Bastia Mondovì）は、イタリア共和国ピエモンテ州クーネオ県にある、人口約600人の基礎自治体（コムーネ）。

## 地理

### 位置・広がり

#### 隣接コムーネ
隣接するコムーネは以下の通り。
- カッル
- チリエ
- クラヴェザーナ
- モンドヴィ

## 行政

### 分離集落
バスティーア・モンドヴィには、以下の分離集落（フラツィオーネ）がある。
- Alfieri, Bonde, Braia, Bricco, Cantonata, Carpenea, Chionetti, Coste, Deiso, Feia, Fossaretto, Fratti, Gallo, Gattera, Gava, Ghesio, Isola, Lavoruzzo, Le Torri, Minetti Soprani, Minetti Sottani, Mirabello, Montechiaro, Murazze, Oderda, Paradiso, Perosi, Pianmezzano, Pieve, Rocche, San Fiorenzo, Scarpito, Sciolle, Stazione, Valle Ellero, Villero